# خضرلی
خضرلی (ترکی آذربایجانی: Xıdırlı) یک منطقهٔ مسکونی در جمهوری آرتساخ است که در استان کاشاتاق واقع شده‌است.